# ارتش آزادی‌بخش لسوتو
ارتش آزادی‌بخش لسوتو (به انگلیسی: Lesotho Liberation Army یا LLA) شاخهٔ نظامی حزب کنگره باسوتولند (BCP) و یک نیروی چریکی ضد دولتی در کشور لسوتو بود که در میانه دهه ۱۹۷۰ تأسیس شد. این ارتش با الهام از جنبش‌های ضداستعماری و پان‌آفریقایی، هدف خود را سرنگونی حکومت نخست‌وزیر لیبوا جاناتان و برقراری دموکراسی اعلام کرده بود.

## پیش‌زمینه
در سال ۱۹۷۰، حزب کنگره باسوتولند (BCP) در انتخابات عمومی لسوتو پیروز شد، اما دولت وقت به رهبری لیبوا جاناتان نتایج انتخابات را با اعلام وضعیت اضطراری باطل و قانون اساسی را معلق کرد. پس از یک قیام ناکام در سال ۱۹۷۴، نستو موکله، رهبر حزب، به تبعید رفت و از خارج کشور رهبری شاخهٔ خارجی حزب و ارتش تازه‌تأسیس آزادی‌بخش را بر عهده گرفت.

## تشکیل و آموزش
ارتش آزادی‌بخش لسوتو با همکاری نزدیک ارتش آزادی‌بخش مردم آزانیا (APLA)، شاخهٔ نظامی کنگره پان‌آفریقای آزانیا (PAC) آفریقای جنوبی تأسیس شد. پوتلاکو لِبالو، از بنیان‌گذاران حزب کنگره باسوتولند و عضو برجستهٔ کنگره پان‌آفریقای آزانیا، در شکل‌گیری ایدئولوژی و راهبردهای ارتش نقش مهمی ایفا کرد. در سال ۱۹۷۶، ۱۷۸ کارگر معدن باسوتو که در آفریقای جنوبی شاغل بودند، برای آموزش نظامی به لیبی اعزام شدند و تحت حمایت دولت معمر قذافی آموزش دیدند.

## فعالیت‌ها
نخستین حملهٔ مسلحانه ارتش در مه ۱۹۷۹ با بمب‌گذاری در ادارهٔ پست مرکزی صورت گرفت. نستو موکله در همان سال مدعی شد که علاوه بر نیروهای آموزش‌دیده در خارج، حدود ۵۰۰ تا ۱٬۰۰۰ جنگجو در کوه‌های لسوتو فعال‌اند.
حملات چریکی ارتش آزادی‌بخش لسوتو شامل مین‌گذاری، بمب‌گذاری، حملات خمپاره‌ای، ترور و تیراندازی‌های هدفمند بود. از جمله اهداف آن‌ها می‌توان به فرودگاه لِریبه، هتل هیلتون، زیرساخت‌های نفتی و برقی، نیروهای پلیس، سیاستمداران و مراکز دیپلماتیک مانند مرکز فرهنگی ایالات متحده و خودرو سفیر آلمان غربی اشاره کرد.

## نقش آفریقای جنوبی
با وجود تفاوت‌های ایدئولوژیک، دولت آپارتاید آفریقای جنوبی به رهبری پی دبلیو بوتا به‌دلیل مواضع ضدآفریقای‌جنوبی لیبوا جاناتان، از ارتش آزادی‌بخش لسوتو حمایت مالی و لجستیکی کرد. گفته می‌شود که دولت بوتا به ارتش آزادی‌بخش لسوتو اجازهٔ عبور از خاک خود را نیز داده‌است. در عین حال، ارتش همچنان ارتباط خود را با کنگره پان‌آفریقای آزانیا حفظ کرده بود. در سال ۱۹۸۲، «جاما امبکی»، برادر تابو امبکی، هنگام کمک به ارتش آزادی‌بخش در لسوتو کشته شد.

## پایان فعالیت
در پی کودتای نظامی جاستین لخانیه علیه لیبوا جاناتان در سال ۱۹۸۶ و تغییر شرایط سیاسی داخلی، نقش ارتش آزادی‌بخش کمرنگ‌تر شد. گفته می‌شود لخانیه به‌اشتباه تحت فریب، به این گروه کمک مالی کرده‌است. با آغاز مذاکرات صلح در اوایل دهه ۱۹۹۰ و بازگشت نستو موکله به کشور، جناح‌های مختلف حزب کنگره باسوتولند متحد شدند و ارتش آزادی‌بخش لسوتو منحل گردید. حزب در انتخابات سراسری ۱۹۹۳ پیروز شد و نستو موکله نخست‌وزیر شد.